# Rogério Formigoni
Rogério Evandro Formigoni, nasceu na cidade de Lucélia, Interior do Estado de São Paulo. É ex-bispo da Universal, onde atuou como coordenador e realizador do projeto denominado Tratamento Para a Cura dos Vícios, cuja finalidade é a libertação dos usuários de vícios, quer sejam de natureza química, tais como cigarro, álcool, inalantes, cocaína, etc. ou não (jogos de azar, pornografia, pedofilia etc.). Deixou a Igreja Universal em outubro de 2019, abriu sua própria franquia na cidade de Belo Horizonte, inaugurada em 1º de março de 2020.
Começou a se dedicar a esta campanha após superar uma tragédia pessoal que consumiu sete anos de sua vida: a dependência química pelo crack. É Autor do best-seller A Última Pedra, lançado pela Unipro Editora, com mais de 1,2 milhão de exemplares vendidos,[carece de fontes?] onde conta com detalhes o seu drama no mundo dos vícios.

## Biografia
Na adolescência, começou a trabalhar com o pai como marceneiro. Tendo influência dos amigos, entrou para o mundo dos vícios experimentando cola de sapateiro, e logo em seguida cocaína e o crack. Deixou a faculdade e entrou para o Exército, ali iniciando o tráfico, apresentando e vendendo drogas para os demais.
Pensando que o problema era o lugar onde morava, Formigoni deixou Lucélia e foi morar com o tio, viciado em álcool, que possuía um bar na cidade de Americana. Começou a ajudá-lo nesse bar, e o vício aumentou ainda mais, em especial pelo crack. Por conta de uma briga com seu tio, seus pais descobrem que o filho estava nos vícios. Naquele momento, Rogério já tinha ido à Igreja Universal do Reino de Deus, convidado pela irmã de um de seus amigos.
Após alguns dias, um amigo bateu em sua porta, oferecendo uma sacola de crack, mas Rogério, fitando-lhe os olhos, disse que se fosse seu amigo nunca mais ofereceria aquilo, pois havia encontrado algo mais forte. Mesmo relutando contra si mesmo durante três dias de abstinência, decidiu entregar sua vida para Jesus, nunca mais tendo o desejo de experimentar a última pedra. Com 20 anos de idade foi levantado a obreiro, e conheceu Ana Cláudia, com quem se casou em 1997, tornando-se pastor e em seguida bispo da Igreja Universal.
Em 2016, Formigoni lançou o livro A Mente De Um Viciado, onde revela o que acontece na mente de um viciado, quando é dominado por espíritos que o fazem ter sua vida destruída, e orienta sobre como mudar de vida.

## Controvérsias

### Pedido de doações a fiéis
Em julho de 2016, um vídeo no Facebook e YouTube causou controvérsia entre cristãos. Nele, Formigoni, então bispo da Igreja Universal do Reino de Deus, pedia que os fiéis doassem seus carros, motos ou caminhões. Ele dizia: "Pega esse carro, essa porcaria. . . você vai dar (. . . ) No fim da reunião, tem o pastor Antônio que vai te dar o termo para você transferir. Hoje, você vai embora de táxi, de ônibus. . . Na segunda-feira, você vai colocar o valor desse carro no altar de bronze." Segundo Formigoni, com o ato, em breve os fiéis teriam dinheiro para "comprar uma Lamborghini".

### Ataque a outros segmentos cristãos e outras religiões
Em março de 2019, quase vinte e quatro anos depois do incidente do chute na santa, a IURD enfrentou uma nova polêmica envolvendo Nossa Senhora Aparecida. Durante uma pregação, Formigoni interagiu com uma suposta entidade que criticou várias igrejas e religiões, afirmando que estariam “sob influência demoníaca”, e chamou a santa de "desgraçada". 
O ocorrido gerou uma enorme repercussão negativa, levando a Universal a emitir um comunicado em seu site, onde descreveu a atitude do então bispo como “imatura” e destacou a importância do discernimento espiritual em um ministro evangélico. O culto foi gravado e o vídeo se espalhou rapidamente entre os evangélicos e católicos. A igreja afirmou reconhecer o trabalho de muitos líderes evangélicos no Brasil e que não permitiria que divisões afetassem sua missão. 
Formigoni gravou um depoimento pedindo desculpas às igrejas, incluindo a Universal. Ele ressaltou que, ao mencionar as “igrejas evangélicas”, a Universal estava incluída e desejou bênçãos a cada ministério, expressando que seus sentimentos eram sinceros. 
O vídeo da pregação foi removido. Formigoni explicou que, embora o vídeo tenha viralizado, a intenção dele não era ofender. Ele pediu desculpas novamente, reconhecendo o transtorno causado por suas palavras.

## Livros
- A Última Pedra, 2014
- A Mente de Um Viciado, 2016